# Martainville
Martainville é uma comuna francesa na região administrativa da Normandia, no departamento de Eure. Estende-se por uma área de 9,29 km². Em 2010 a comuna tinha 501 habitantes (densidade: 53,9 hab./km²).